# Andrés Geraghty
Andrés Sebastián Geraghty, noto semplicemente come Andrés Geraghty (Buenos Aires, 22 gennaio 1998), è un giocatore di calcio a 5 argentino, campione sudamericano con la nazionale argentina nel 2022.

## Carriera
Geraghty ha vinto, con la Nazionale maschile under 20 di calcio a 5 dell'Argentina, il campionato sudamericano 2016. Ha debuttato nella Nazionale maschile di calcio a 5 dell'Argentina nel 2019; tre anni più tardi figura nella lista definitiva dei convocati per la Copa América 2022, vinta proprio dall'Albiceleste.

## Palmarès
- Campionato sudamericano Under-20: 1
Uruguay 2016
- Coppa America: 1
Paraguay 2022